# Sống trong sợ hãi
Sống trong sợ hãi (tựa tiếng Anh: Living in Fear) là một bộ phim điện ảnh Việt Nam thuộc thể loại tình cảm - tâm lý của đạo diễn Bùi Thạc Chuyên thực hiện, công chiếu vào năm 2005.
Phim nói về một người lính Việt Nam Cộng hòa tên Tải có đến hai người vợ mà đây là thời kỳ vừa giải phóng Chiến tranh Việt Nam nên vô cùng khó khăn để kiếm tiền nuôi vợ. Anh nghĩ ra một cách là đi gỡ bom mìn của quân đội Mỹ cài trước kia rồi đem bán sắt vụn kiếm tiền, mặc dù bị nhiều người ngăn cản nhưng anh vẫn quyết phải làm cho bằng được.

## Nội dung
Phim kể về một câu chuyện xảy ra tại tỉnh Ninh Thuận sau ngày Việt Nam thống nhất. Nhân vật chính trong phim là Tải, một người lính Việt Nam Cộng hòa, quá xấu hổ nên anh không muốn về quê sống với vợ con mà ở lại một vùng khác sống với người vợ nhỏ. Thế là Tải đã có hai người vợ, một người vợ lớn tên Thuận và một người vợ nhỏ tên Út. Thuận, người vợ lớn của Tải có anh trai là cán bộ cộng sản tên Hai Dân vốn là bạn thời thơ ấu của Tải, hai người lúc nhỏ thường hay đá banh với nhau, nhưng vì một người làm lính Việt Nam Cộng hòa còn người kia làm cộng sản nên cả hai trở thành kẻ thù của nhau. Người vợ nhỏ của Tải là người phụ nữ khá xinh đẹp, không được đề cập tới tiểu sử, chỉ được biết là người bán nước rong trong chợ. Điều đặc biệt là cả hai người vợ của Tải đều mang thai cùng lúc.
Tải sống với người vợ nhỏ và để có tiền nuôi vợ, anh theo Năm Đực, một người trước kia là lính du kích quân giải phóng miền Nam để học cách tháo bom mìn đem sắt vụn đi bán. Năm Đực và Tải thỏa thuận với nhau rằng Năm Đực sẽ chỉ cho Tải tháo bom mìn với điều kiện Tải phải chỉ lại cho anh cách tán tỉnh cô Uyên, người phụ nữ cộng sản gan góc có một người chồng hi sinh trong ngày độc lập. Tải đã nghĩ ra cách đào đất tháo bom từ dưới lên sẽ hiệu quả và an toàn hơn cách truyền thống là từ trên xuống, tháo bom mìn tới đâu, anh trồng cây lương thực tới đó. Tâm trạng anh rất hồi hộp, lo sợ mỗi khi đi tháo bom mìn, khi đã tháo được một quả mìn nào, anh liền chạy về nhà làm tình dữ dội với Út để giải tỏa nỗi sợ.
Khi chính quyền tổ chức cho kích nổ để cải tạo vùng bom mìn, Năm Đực đã tham gia và chết vì một quả bom nổ sót. Tải bị chính quyền triệu tập vì đào bom trái phép nhưng cuối cùng được thả về vì anh đã gỡ được một số lượng bom mìn lớn đáng kinh ngạc. Tải dự định sẽ bỏ nghề đào mìn, khai thác bãi đất hoang trước nhà trồng cây lương thực, nhưng không ngờ bãi đất ấy cũng có mìn, khiến anh phải làm lại công việc cũ. Cuộc sống của anh cứ trôi qua mỗi ngày như thế, đến khi cả hai người vợ của anh đến ngày sinh. Tải đưa họ vào đúng một bệnh viện, hai người vợ nằm chung phòng với nhau và trò chuyện với nhau nhiều lần. Sau này Thuận quyết định cho Tải cùng đứa con gái tên Lành dọn đồ qua ở luôn với người vợ nhỏ, cả nhà ấy sống hạnh phúc với nhau, còn riêng Thuận thì không ai biết cô đã đi đâu.Ngoài ra còn có anh hai Dân mẹ của tải và hai đứa con của Thuận không ai biết đi đâu và làm gì

## Diễn viên
- Trần Hữu Phúc vai Tải
- Hạnh Thúy vai Thuận
- Mai Ngọc Phượng vai Út
- Mai Trần vai Năm Đực
- Mỹ Uyên vai Uyên
- Nguyễn Phước Lai Thị Minh Hiền vai Lành
- Bùi Nam Yên vai Hai Dân

## Quá trình làm phim
Phim dựa theo một câu chuyện có thật về một người đàn ông khai thác mìn tại tỉnh Ninh Thuận, được Bùi Thạc Chuyên và Nguyễn Thị Minh Ngọc viết kịch bản và bắt đầu bấm máy vào năm 2005. Phim ra mắt tại rạp chiếu phim Quốc gia vào tháng 12 năm 2005. Đây là một trong những phim Việt Nam đầu tiên thực hiện thu âm đồng bộ với sự giúp đỡ của đài NHK (Nhật Bản). Phim có thể không thích hợp với trẻ em dưới 16 tuổi vì trong phim có nhiều cảnh tình dục.

## Giải thưởng
| Năm  | Sự kiện                                            | Giải thưởng                       | Hạng mục                         | Nhận giải                              | Chú thích             |
| ---- | -------------------------------------------------- | --------------------------------- | -------------------------------- | -------------------------------------- | --------------------- |
| 2006 | Liên hoan phim quốc tế Thượng Hải lần 9            | Giải thưởng tài năng mới châu Á   | Phim hay nhất                    | (bộ phim)                              | [ 2 ]                 |
| 2006 | Liên hoan phim châu Á – Thái Bình Dương lần thứ 51 | Giải thưởng lớn của Ban giám khảo | —                                | (bộ phim)                              | Giải Grand jury award |
| 2006 | Giải Cánh diều 2005                                | —                                 | Đạo diễn xuất sắc nhất           | Bùi Thạc Chuyên                        | [ 2 ]                 |
| 2006 | Giải Cánh diều 2005                                | —                                 | Kịch bản xuất sắc                | Bùi Thạc Chuyên + Nguyễn Thị Minh Ngọc | [ 2 ]                 |
| 2006 | Giải Cánh diều 2005                                | —                                 | Nam diễn viên chính xuất sắc     | Trần Hữu Phúc                          | [ 2 ]                 |
| 2006 | Giải Cánh diều 2005                                | —                                 | Nam diễn viên phụ xuất sắc       | Mai Văn Thịnh / Mai Trần               | [ 2 ]                 |
| 2006 | Giải Cánh diều 2005                                | —                                 | Giải Báo chí phê bình            | (bộ phim)                              | [ 2 ]                 |
| 2007 | Liên hoan phim Việt Nam lần thứ 15                 | Giải của Ban giám khảo            | Phim điện ảnh / phim truyện nhựa | (bộ phim)                              | [ 2 ]                 |
| 2007 | Liên hoan phim Việt Nam lần thứ 15                 | —                                 | Nữ diễn viên phụ xuất sắc        | Hạnh Thúy                              |                       |